# Орда, Михаил Сергеевич
Михаил Сергеевич О́рда (бел. Міхаіл Сяргеевіч Орда; род. 28 сентября 1966, Дятлово (город), Гродненская область, БССР, СССР) — белорусский политический деятель, депутат Палаты представителей (2000—2012), первый секретарь ЦК БРСМ (2003—2006), член Совета Республики (2016—2019), председатель Федерации профсоюзов Беларуси (с 2014 года), руководитель предвыборной группы Александра Лукашенко на президентских выборах 2020 года.

## Биография
Окончил Витебский ветеринарный институт по специальности «ветеринарный врач» и Российскую академию государственной службы по специальности «государственное и муниципальное управление».
В 1990-е годы был заместителем директора Витебской областной службы добровольного труда молодежи, руководил Республиканской ассоциацией международных молодёжных обменов и туризма, вторым секретарём ЦК БПСМ (до его реорганизации в БРСМ). В 2000 году был избран депутатом Палаты представителей (впоследствии дважды переибирался), в 2003 году стал первым секретарём ЦК Белорусского республиканского союза молодёжи. Также был депутатом Парламентского собрания Союза Беларуси и России второго созыва и работал уполномоченным президента Республики Беларусь по Гродненской области. В 2012—2014 годах — руководитель представительства Постоянного комитета Союзного государства в Минске. В 2014 году избран руководителем Федерации профсоюзов Беларуси. В 2016—2019 годах был членом Совета Республики.
В 2020 году Орда возглавил инициативную группу Александра Лукашенко на президентских выборах. В мае 2020 года принуждал работников ставить подписи за выдвижение Лукашенко. 15 июля 2020 года возглавляемая им ФПБ официально поддержала кандидатуру Лукашенко. Непосредственно перед выборами 4,7 млн открыток в поддержку Лукашенко, которые были распространены не волонтёрами, а работниками государственной Белпочты. Журналисты обратили внимание, что печать огромного тиража открыток могла обойтись в сумму большую, нежели весь избирательный фонд Лукашенко. После начала массовых протестов Орда продолжил поддерживать Лукашенко. 22 октября 2020 года Орда заявил об организации 25 октября митинга в поддержку Лукашенко в Минске, хотя на этот день намечался и митинг его противников. Через день провластный митинг Орды был отменён. После того, как страны Евросоюза начали вводить санкции против белорусских бизнесменов и предприятий, руководимая им ФПБ начала собирать подписи против санкций (сообщалось о принуждении к участию в подписной кампании).
На парламентских выборах в Белоруссии в 2024 году Михаил Орда был избран депутатом Палаты представителей восьмого созыва от Неманского избирательного округа. После этого на посту главы ФПБ его заменил Юрий Сенько.

## Критика, санкции ЕС
Согласно отчёту, подготовленному Польским фондом свободы и демократии, Михаил Орда, участвовал в фальсификации парламентских и президентских выборов, а также сотрудничал с Комитетом государственной безопасности по вопросам политических репрессий.
По итогам президентских выборов 2010 года, 2 февраля 2011 года был включён в Чёрный список ЕС за участие в предполагаемых подлогах и нарушениях прав человека.
20 ноября 2020 года внесён в санкционные списки Литвы, Латвии и Эстонии.

## Награды
- Медаль «За трудовые заслуги» (31 марта 2022 года)[18].